# Parafia Świętych Kosmy i Damiana w Wujskiem
Parafia Świętych Kosmy i Damiana w Wujskiem − parafia rzymskokatolicka znajdująca się w archidiecezji przemyskiej w dekanacie Sanok II.

## Historia
W 1513 roku wieś była wzmiankowana jako Wola Ujska, w 1526 roku Załuska Wola, a od 1542 roku Wujskie. W 1804 roku zbudowano murowany kościół dla służby dworskiej i robotników manufaktury tkackiej. W 1839 roku po spaleniu się manufaktury tkackiej robotnicy wyjechali, a kościół został przekazany na cerkiew dla miejscowych grekokatolików.
W czasie Akcji „Wisła” grekokatolicy zostali wysiedleni, a wieś zasiedlona przybyszami z okolic Krakowa i Nowego Sącza. W 1947 roku kościół został odzyskany przez rzymsko-katolików. W 1948 roku dekretem bpa Franciszka Bardy została erygowana ekspozytura, z wydzielonego terytorium parafii Lesko.
Na terenie parafii jest 630 wiernych (w tym: Wujskie – 320, Załuż – 310).
Proboszczowie parafii:
? – ?. ks. Jan Kolanko (ekspozyt, proboszcz parafii Jasień, rezydent w Wujskiem).
? – ?. ks. Tadeusz Szajnowski (ekspozyt)
? –1965. ks. Władysław Rybka (administrator).
1965– ks. Kazimierz Nowak (ekspozyt).
1969–1981. ks. Kazimierz Pszon.
1981–1995. ks. Franciszek Surowiec.
2005– nadal ks. Piotr Babiarz.

## Kościół filialny
W 1880 roku w Załużu hr. Adam Wiktor właściciel dóbr Załuż-Wujskie, zbudował murowaną neobarokową kaplicę grobową, w której odprawiano msze święte i była miejscem pochówku rodziny Wiktorów. 
W latach 1929–1930 zbudowano murowany kościół pw. Matki Bożej Nieustającej Pomocy, który 11 października 1931 roku poświęcił bp Franciszek Barda. 
W 1940 roku Sowieci zdewastowali kaplicę grobową Wiktorów, a szczątki zmarłych rozrzucili po okolicy. W 1944 roku kaplica została poważnie uszkodzona podczas ostrzału frontowego i od tego czasu jest w stanie ruiny.

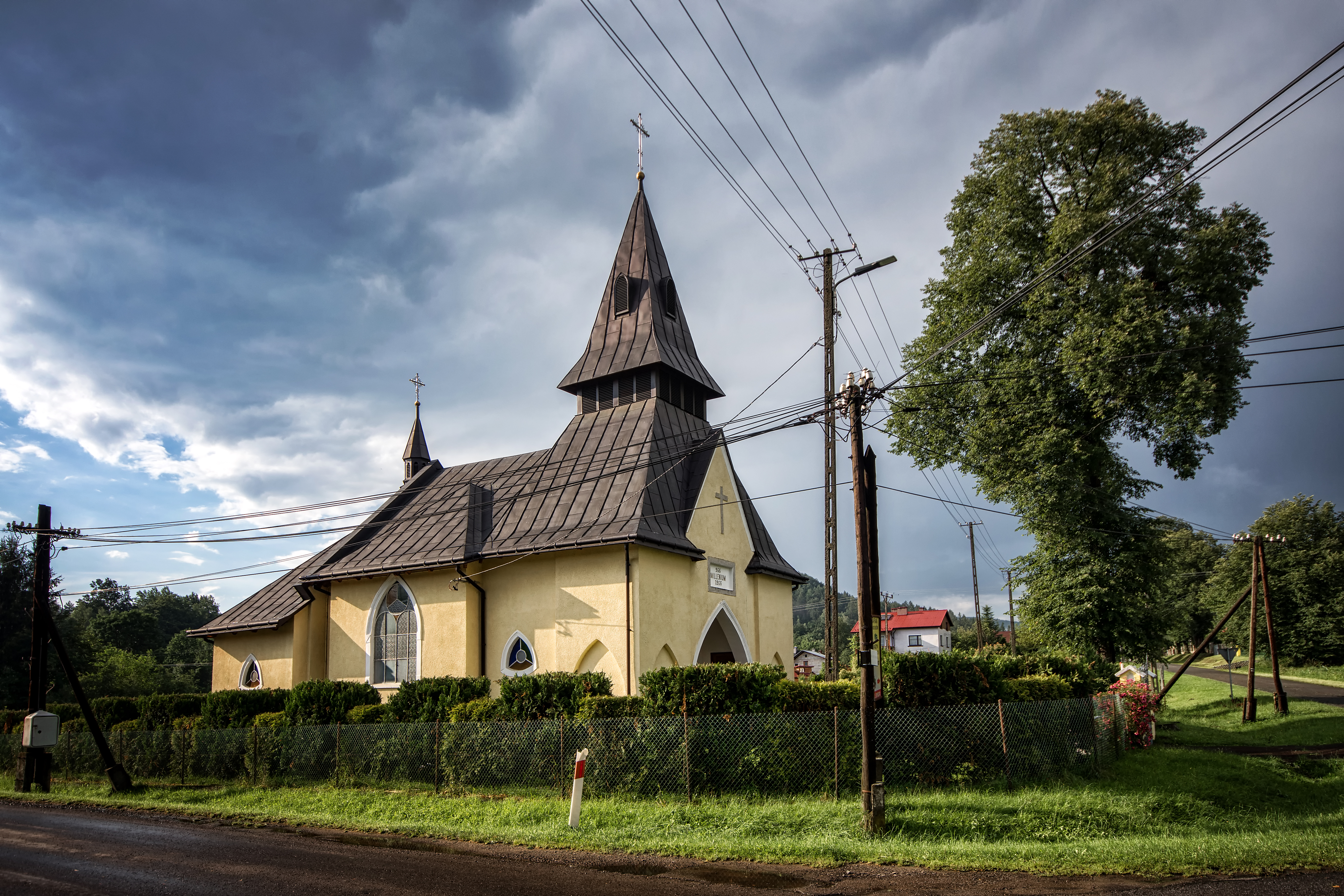
kościół filialny pw. Matki Bożej Nieustającej Pomocy w Załużu
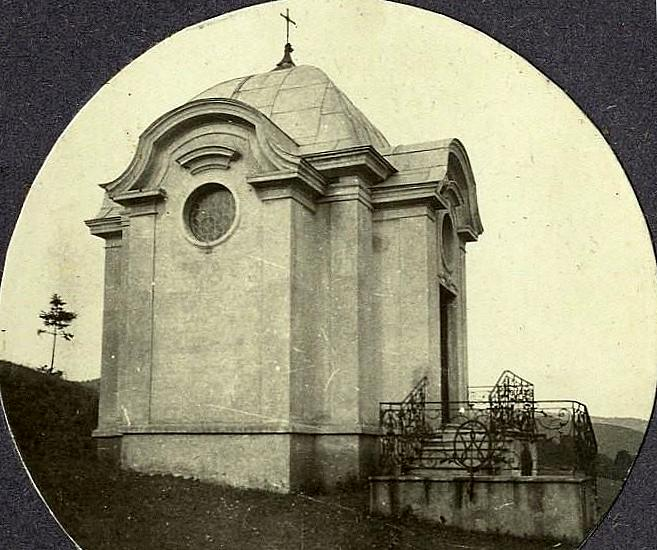
Kaplica grobowa Wiktorów (1938)
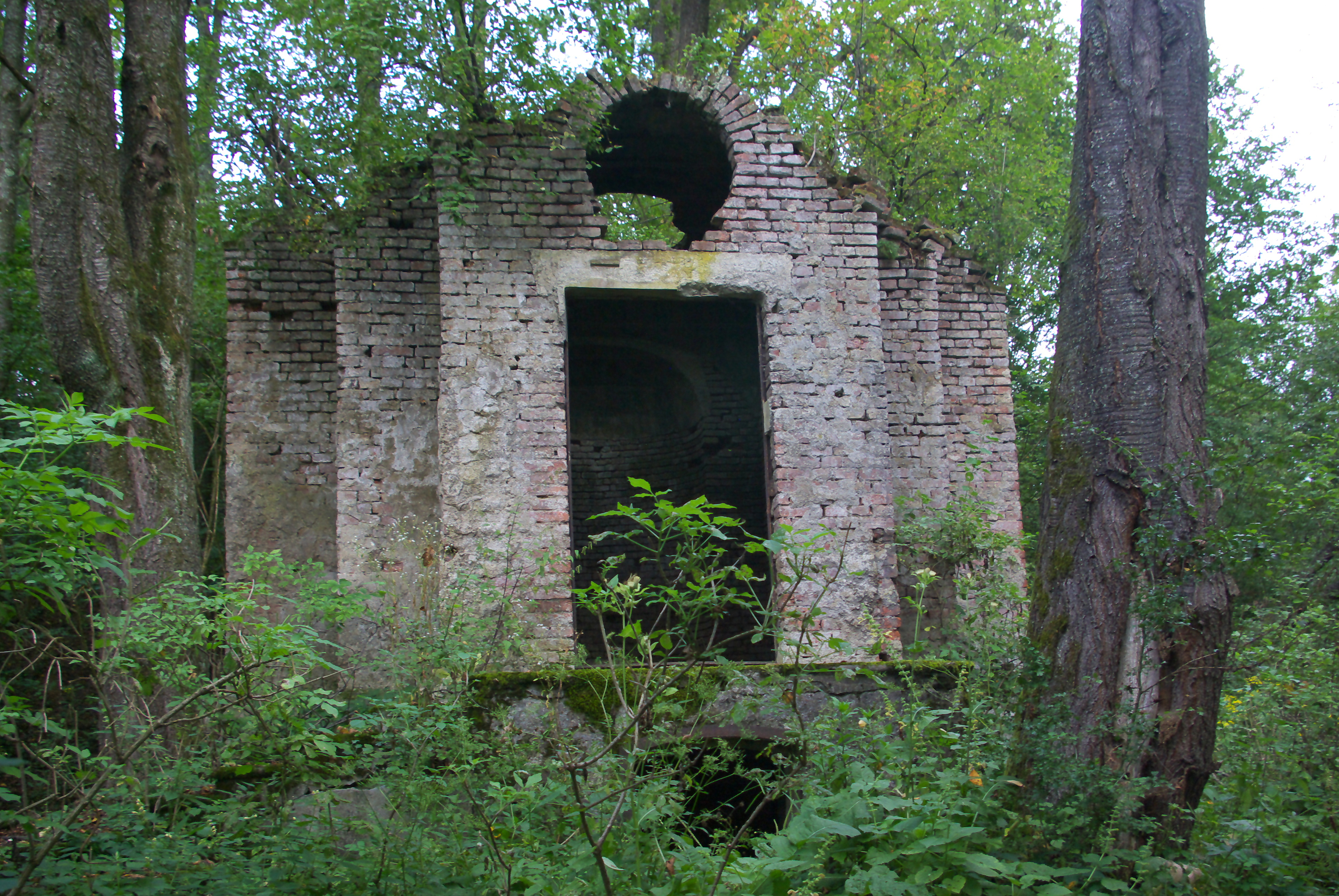
Ruiny kaplicy Wiktorów (2020)